# Ковале (Сокульський повіт)
Ковале (пол. Kowale) — село в Польщі, у гміні Кузьниця Сокульського повіту Підляського воєводства.
Населення — 296 осіб (2011).
У 1975-1998 роках село належало до Білостоцького воєводства.

## Демографія
Демографічна структура станом на 31 березня 2011 року:
|          | Загалом | Допрацездатний вік | Працездатний вік | Постпрацездатний вік |
| -------- | ------- | ------------------ | ---------------- | -------------------- |
| Чоловіки | 144     | 26                 | 96               | 22                   |
| Жінки    | 152     | 30                 | 64               | 58                   |
| Разом    | 296     | 56                 | 160              | 80                   |